# Convergência Harmônica
A Convergência Harmônica foi a primeira meditação global sincronizada pela paz, coincidindo com um alinhamento excepcional dos planetas do Sistema Solar em 16 e 17 de agosto de 1987. O evento foi organizado pelos cônjuges José Argüelles e Lloydine Burris Argüelles, por meio da Planet Art Network (PAN), um movimento pela paz que eles fundaram em 1983. O momento da Convergência Harmônica supostamente marcou um alinhamento celestial significativo do Sol, da Lua e de seis planetas como "parte do grande trígono ".

## Origens
Embora Argoles tenha eventualmente conectado o momento da Convergência Harmônica com sua compreensão do significado dos calendários maias, as datas em si foram derivadas não da cosmologia maia, mas das profecias astecas reconstruídas de Tony Shearer em seu livro de 1971, Lord of the Dawn . De acordo com a interpretação de Shearer do calendário asteca, a data selecionada marcou o fim de vinte e dois ciclos de 52 anos cada, ou 1.144 anos no total. Os vinte e dois ciclos foram divididos em treze ciclos " celestiais ", que começaram em 843 d.C. e terminaram em 1519, quando os nove ciclos " infernais " começaram, terminando 468 anos depois, em 1987. O início dos nove ciclos do " inferno " foi precisamente o dia em que Hernán Cortés desembarcou no México, 22 de abril de 1519 (coincidindo com "1 Reed" no calendário asteca/maia, o dia sagrado para o herói cultural mesoamericano Quetzalcoatl). Os 9 ciclos do inferno de 52 anos cada terminaram precisamente em 16 e 17 de agosto de 1987. Shearer apresentou as datas e a profecia a Arguelles, e ele eventualmente as cooptou e cunhou o termo Convergência Harmônica para promover o evento.

## Alinhamento astrológico
De acordo com "The American Ephemeris", do astrólogo Neil Michelsen, em 24 de agosto de 1987 houve um alinhamento excepcional de planetas no Sistema Solar. Oito planetas estavam alinhados em uma configuração incomum chamada grande trígono . </link>
O Sol, a Lua e seis dos oito planetas faziam parte do grande trígono, ou seja, estavam alinhados nos vértices de um triângulo equilátero quando vistos da Terra.
O Sol, a Lua, Marte e Vênus estavam em alinhamento exato, astrologicamente chamado de conjunção no primeiro grau de Virgem na Astrologia Tropical . Mercúrio estava no quarto grau de Virgem, que a maioria dos astrólogos considera como parte da mesma conjunção dentro do "orbe" de influência. Júpiter estava em Áries, e Saturno e Urano em Sagitário, completando o grande trígono. No entanto, alguns acreditam que este é um grande trígono de Terra com Sol/Lua/Marte/Vênus/Mercúrio nos graus iniciais de Virgem, Netuno a 5 graus de Capricórnio e Júpiter no último grau de Áries ( grau anarético ), na cúspide de Touro. Urano e especialmente Saturno estão no limite deste trígono.
Há divergências quanto a essa ocorrência ser um evento único. Grandes trígonos, onde os planetas compartilham posições de 120 graus formando um triângulo equilátero, não são incomuns ou particularmente dignos de nota. A astrologia tradicional não considera os trígonos como pontos de ação e não consideraria tal ocorrência significativa.

## Interpretações astrológicas
A convergência supostamente "correspondeu a uma grande mudança na energia da Terra, de guerreira para pacífica". Os crentes desta profecia esotérica sustentam que a Convergência Harmônica inaugurou um período de cinco anos de "limpeza" da Terra, onde muitas das "falsas estruturas de separação" do planeta entrariam em colapso. </link>
Os adeptos consideraram o evento como o início de uma nova era de paz universal, com sinais indicando que uma "grande mudança energética" estava prestes a ocorrer, um ponto de virada no carma e dharma coletivos da Terra, e que essa energia era poderosa o suficiente para mudar a perspectiva global do homem de uma de conflito para uma de cooperação . A atriz e autora Shirley MacLaine chamou-a de "janela de luz", permitindo o acesso a reinos superiores de consciência.
Segundo Argüelles, a Convergência Harmônica também deu início à contagem regressiva final de 25 anos para o fim da Longa Contagem Maia em 2012, que seria o chamado fim da história e o início de um novo ciclo de 5.125 anos. Os males do mundo moderno (guerra, materialismo, violência, abusos, injustiça, opressão, etc.) teriam terminado com o nascimento do 6º Sol e da 5ª Terra em 21 de dezembro de 2012 . </link>

## Centros de poder
Uma parte importante das observâncias da Convergência Harmônica era a ideia de congregação em "centros de poder". Os centros de poder eram lugares, como o Monte Shasta, Califórnia, o Monte Fuji, e o Monte Yamnuska onde a energia espiritual era considerada particularmente forte. A crença era que se 144.000 pessoas se reunissem nesses centros de poder e meditassem pela paz, a chegada da nova era seria facilitada.